# 1983–1984-es magyar jégkorongbajnokság
A 47. első osztályú jégkorongbajnokságban három csapat indult el. A mérkőzéseket 1983. november 9. és 1984. március 4. között a budapesti Kisstadionban, a Megyeri úti jégpályán, valamint a székesfehérvári jégpályán rendezték meg. Ebben a szezonban – egészen pontosan 1984. január 21-én – került sor a magyar jégkorong-bajnokság első fedett pályás mérkőzésére, amit a Budapest Sportcsarnokban rendeztek meg. A történelmi rangadón a Ferencváros és az Újpest csapata mérkőzött meg egymással. A meccs 5:6-os végeredménnyel zárult a Dózsa javára.

## OB I. 1983/1984
|    | Csapat                | M  | GY | D | V | GK    | Pont |
| -- | --------------------- | -- | -- | - | - | ----- | ---- |
| 1. | Ferencváros           | 16 | 9  | 0 | 7 | 79-77 | 18   |
| 2. | Újpest Dózsa          | 16 | 8  | 0 | 8 | 85-67 | 16   |
| 3. | Székesfehérvári Volán | 16 | 7  | 0 | 9 | 62-82 | 14   |

## A bajnokság végeredménye
1. Ferencvárosi TC

2. Újpest Dózsa

3. Székesfehérvári Volán SC

## A Ferencváros bajnokcsapata
Bálint Attila, Balogh Imre, Bóna István, Farkas András, Farkas Gábor, Gruits László, Hajzer János, Hajzer Tibor, Havrán Péter, Hudák Gábor, Jécsi Gyula, Kereszty Ádám, Kirner Tamás, Kovács Zoltán, Lacza Attila, Lévai Pál, Mészöly András, Miletics Csaba, Molnár János, Németh György, Rasztovszky László, Schilling Péter, Szikora János, Turi György, Zölei János
Edző: Orbán György

## A bajnokság különdíjasai
- Az évad legjobb ifjúsági korú játékosa (Leveles Kupa): Ancsin László (Újpest Dózsa)